# Estación de autobuses de Alicante
La Estación de autobuses de Alicante se encuentra situada junto al Puerto de Alicante, en el Muelle de Poniente, en la intersección de las avenidas de Loring y Óscar Esplá.

## Historia
La estación de autobuses fue construida por el Ayuntamiento de Alicante e inaugurada el 1 de septiembre de 2011, cuando se trasladaron progresivamente los servicios que se prestaban en la antigua estación, situada en pleno centro de la ciudad, hasta que se cerró definitivamente el 13 de septiembre de 2011.

## Futuro
Esta estación es provisional, a la espera de la construcción de la definitiva dentro del complejo intermodal de transportes que se construirá sobre los terrenos del soterramiento de las vías de la estación de ADIF en Alicante. La Estación Intermodal de Alicante estará formada por la estación de autobuses, la estación central del TRAM de Alicante, la estación de trenes de ADIF, los autobuses del TAM de Alicante y los taxis.